# جورج دبليو. مايرز
جورج دبليو. مايرز (بالإنجليزية: George W. Myers)‏ هو عالم فلك ورياضياتي أمريكي، ولد في 30 أبريل 1864، وتوفي في 23 نوفمبر 1931 في شيكاغو في الولايات المتحدة.